# Depósito legal
El depósito legal es un requisito jurídico que obliga a una persona o grupo a entregar copias de sus publicaciones a un repositorio, por lo general una biblioteca. El número de ejemplares exigidos varía de un país a otro. Comúnmente, la biblioteca nacional de cada país es el principal depositario de estas copias. En algunos países también se exige el depósito legal al gobierno, que debe enviar copias de los documentos a repositorios de libre acceso al público. 
La legislación que regula este requisito varía de un país a otro, pero suele estar consagrada en la ley del derecho de autor. Hasta finales del siglo XX, el depósito legal sólo cubría los materiales impresos y, en ocasiones, los audiovisuales, pero en el siglo XXI, la mayoría de los países han tenido que ampliar su legislación para incluir también los documentos digitales. En 2000, la UNESCO publicó una nueva edición ampliada de las Directrices sobre la Legislación sobre Depósito Legal de 1981 de Jean Lunn, quién abordó la cuestión de los formatos electrónicos en sus recomendaciones para la elaboración de una legislación sobre depósito legal.
El número de libros depositados en repositorios jurídicos nacionales en 78 países aumentó de 2,4 millones en 2018 a 2,7 millones en 2019, debido principalmente a un crecimiento sustancial de los depósitos digitales. Esta tendencia disminuyó en 2020, al presentar una baja de 12,3% menos depósitos, atribuible a la pandemia de COVID-19. Para 2021, el depósito aumentó 2% alcanzando 2,42 millones de obras depositadas.

## Origen
El primer país en tener un sistema obligatorio de depósito de libros fue Francia, donde el 28 de diciembre de 1537, Francisco I de Francia, emitió la Ordenanza de Montpellier en la que se establecía la obligación de depositar una copia de cada libro impreso en Francia en su biblioteca en Blois, al parecer con el solo motivo de fortalecer dicho acervo.En 1617, se declaró que el depósito de dos ejemplares era necesario para obtener privilegios de comercio. El depósito legal fue abolido durante la Revolución Francesa, pero en julio de 1793, el depósito se reinstauró, esta vez como requisito para obtener la protección de derecho de autor y se declaró como depositaria, por primera vez, a la Bibliothèque nationale.
Otros países seguirían el ejemplo de Francia. En 1594, Bélgica estableció su propio sistema de depósito legal. En Alemania, Fernando II también requirió el depósito de libros a su biblioteca real en 1624. En Inglaterra el depósito se estableció mediante la Press Licensing Act de 1662, aunque ya existía un mecanismo de depósito a la Universidad de Oxford desde 1610. En América, Estados Unidos estableció el depósito legal en la Copyright Act de 1790.

## Legislaciones por país

### España
En España el depósito legal existe desde 1716 cuando Felipe V resolvió que se debía entregar una copia de «todas las impresiones nuevas que se hicieran en mis dominios» a su Real Biblioteca de Madrid, luego Biblioteca Nacional de España, la cual aún es la depositaria oficial.La primera ley que estableció un sistema administrativo para la consecución del depósito fue el Real Decreto de 23 de diciembre de 1957.Desde entonces se han sucedido diversas legislaciones.
La configuración de España como estado autonómico, con las transferencias de la gestión del depósito legal a las comunidades autónomas y los cambios en el mundo de la edición, junto a la aparición de nuevas tecnologías, hacían imprescindible la promulgación de una nueva ley. La Ley 23/2011, de 30 de julio, de Depósito Legal establece los siguientes cambios:
- sitúa al editor como sujeto depositante central,
- establece las competencias de las comunidades autónomas y de la Biblioteca Nacional de España en esta materia,
- fija las grandes líneas para el depósito de las publicaciones electrónicas en línea y
- reduce el número de ejemplares que se deben depositar: la Biblioteca Nacional de España recibe dos ejemplares de los libros con ISBN en lugar de tres y todas las bibliotecas de conservación dejan de recibir las reimpresiones.[10]

En lo que corresponde a las publicaciones en línea se encuentran reguladas mediante el Real Decreto 635/2015, de 10 de julio, y se entiende de aquellas publicaciones sin soporte físico tangible.

### México
En México el depósito legal está previsto en la Ley General de Bibliotecas, del 1 de junio de 2021, la cual establece en su artículo 33ː

Artículo 33. Se declara de interés público la recopilación, integración, almacenamiento, custodia y conservación de toda obra editada o producida en el territorio nacional, de contenido educativo, cultural, científico o técnico, distribuida para su comercialización o de manera gratuita, en formatos impreso o electrónico, analógico o digital. El conjunto de obras recopiladas constituye el Depósito Legal.
Ley General de Bibliotecas

Conforme a esta misma ley las bibliotecas depositarias de depósito legal sonː
- La Biblioteca de México;
- La Biblioteca del Congreso de la Unión, y
- La Biblioteca Nacional de México

A cada una de ellas los editores y productores de material bibliográfico deberán entregar dos ejemplares de las obras entregadas en depósito cuando se trate de obras físicas y un solo ejemplar a cada biblioteca para los formatos electrónico, analógico o digital.